# Simpsons Comics
Simpsons Comics waren eine von der Comicverlagsgruppe Bongo Comics monatlich vertriebene Comicreihe, in von den Protagonisten der Serie Die Simpsons, insbesondere Bart, Lisa, Marge, Maggie und Homer, aber auch anderen Figuren handelt. In Deutschland waren die Simpsons Comics mit etwa 32.000 verkauften Heften pro Quartal (Stand: 02/2010) eine der erfolgreichsten Comic-Serien.
Allerdings kam es im Jahre 2018 zur Einstellung des Formats aufgrund zu niedriger Verkaufszahlen. Die 245. Ausgabe (USA) bzw. die 248. Ausgabe (deutscher Sprachraum, erschienen am 12. Dezember 2018) waren die letzten der Serie. Der US-amerikanische Skriptschreiber Nathan Kane versicherte den Fans jedoch, dass sie darauf bauen könnten, dass in baldiger Zukunft wieder Comics über die Simpsons erscheinen werden.
Weiterhin erscheinen im deutschen Sprachraum jedoch Einzelhefte und Sammelbände, u. a. die Simpsons Comic-Kollektion.

## Inhalt
Das Heft besteht aus einem 25- bis 27-seitigen Comic und redaktionellen Seiten, die meist aus Informationen zum Comic, Leserbriefen und ähnlichem bestehen. Die Comics bestehen aus neuen Geschichten und werden nicht von der TV-Serie übernommen. Manche Ausgaben greifen jedoch ähnliche Themen auf, beispielsweise die Ausgabe #131 und die TV-Episode 24 Minuten (18. Staffel), beides eine Parodie auf die Fernsehserie 24.
Die US-amerikanische Originalausgabe enthält neben den Comicgeschichten seit Ausgabe #186 auch wieder einen redaktionellen Teil, nachdem fast vier Jahre darauf verzichtet wurde.

## Veröffentlichungsgeschichte
Die von Matt Groening, Bill Morrison, Steve und Cindy Vance gegründete Bongo Comics Group bringt seit 1993 die Simpsons Comics und Nebenserien heraus, die vom Panini Verlag (früher: Dino Verlag) übersetzt und im deutschsprachigen Raum vertrieben werden. Im Juni 2013 erschien die 200. Ausgabe.
Die letzte Ausgabe erschien im Dezember 2018.
Die Simpsons Comics wurden bereits in den USA, Australien, Mexiko, Spanien, Brasilien, Deutschland, im Vereinigten Königreich, Italien, den Niederlanden, Estland, Frankreich, Schweden, Russland, Norwegen, Finnland, Serbien, der Tschechischen Republik, Ungarn, Litauen und in der Türkei veröffentlicht.